# Fontaine-en-Dormois
Fontaine-en-Dormois är en kommun i departementet Marne i regionen Grand Est (tidigare regionen Champagne-Ardenne) i nordöstra Frankrike. Kommunen ligger i kantonen Ville-sur-Tourbe som tillhör arrondissementet Sainte-Menehould. År 2022 hade Fontaine-en-Dormois 15 invånare.

## Befolkningsutveckling
Antalet invånare i kommunen Fontaine-en-Dormois
| Referens: INSEE |